# Kostel svatého Jakuba Většího (Červená Třemešná)
Kostel svatého Jakuba Většího někde uváděný jako kostel sv. Jakuba a Ondřeje, je římskokatolický filiální, dříve farní kostel v Červené Třemešné. Patří do farnosti Lázně Bělohrad. Je chráněn jako kulturní památka České republiky. Ke kostelu se váže Erbenova balada Poklad. Kostel je zdaleka viditelný a je dominantou obce.

## Historie
Gotický kostel z roku 1358 byl upraven pozdně goticky v 15. století, věž byla přistavěna roku 1862.

## Architektura
Jednolodní budova s presbytářem a malou obdélnou sakristií na severní straně presbytáře. Loď je plochostropá, kruchta je na dvou kamenných sloupech. Presbytář byl původně klenut křížovou klenbou, v současnosti má napodobenou klášterní klenbu. Sakristie má valenou klenbu.
Kostel má dva vchody a v jeho zdech je vsazeno několik figurálních náhrobníků, z nichž nejstarší pocházejí z let 1606 a 1611. Kolem kostela se rozprostírá hrbitov.
Hlavní oltář se skládá z dvoukřídlé archy, kde na epištolní straně byl kamenný náhrobek se znakem Dobřenských z Dobřenic, který je v současnosti zazděn ve hřbitovní zdi vpravo u vchodu. Vlevo ve zdi je zazděn náhrobek se znakem
Holovouských původně umístěný na evangelní straně. Pod stolicem byli tři náhrobky rodu Škopků, z nichž dva jsou zazděny ve hřbitovní zdi na severní a východní straně a třetí zmizel beze stopy.

## Bohoslužby
Pravidelné bohoslužby se konají 4. neděli v měsíci v 11.00.

## Galerie

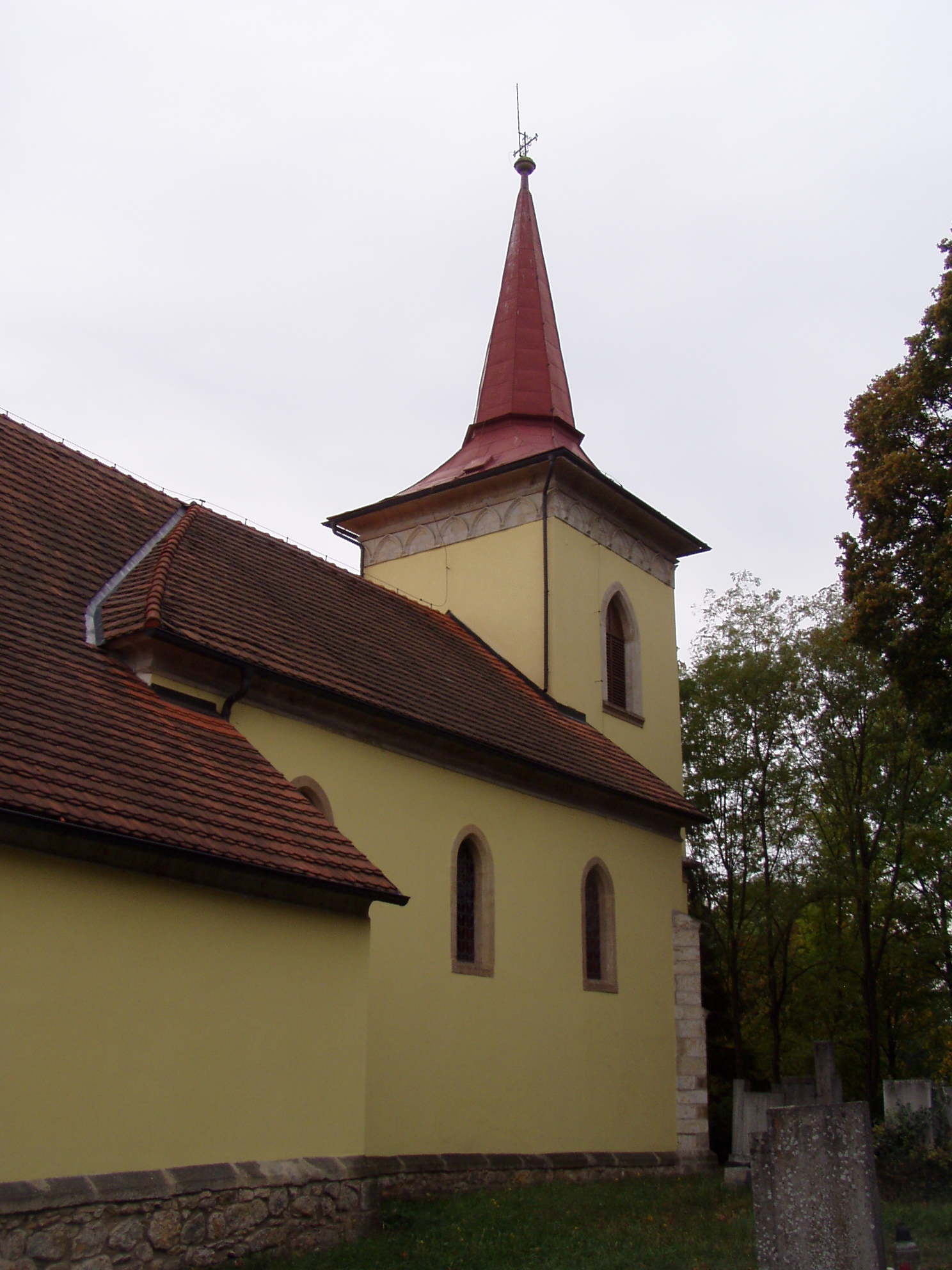
Kostel s věží od SV
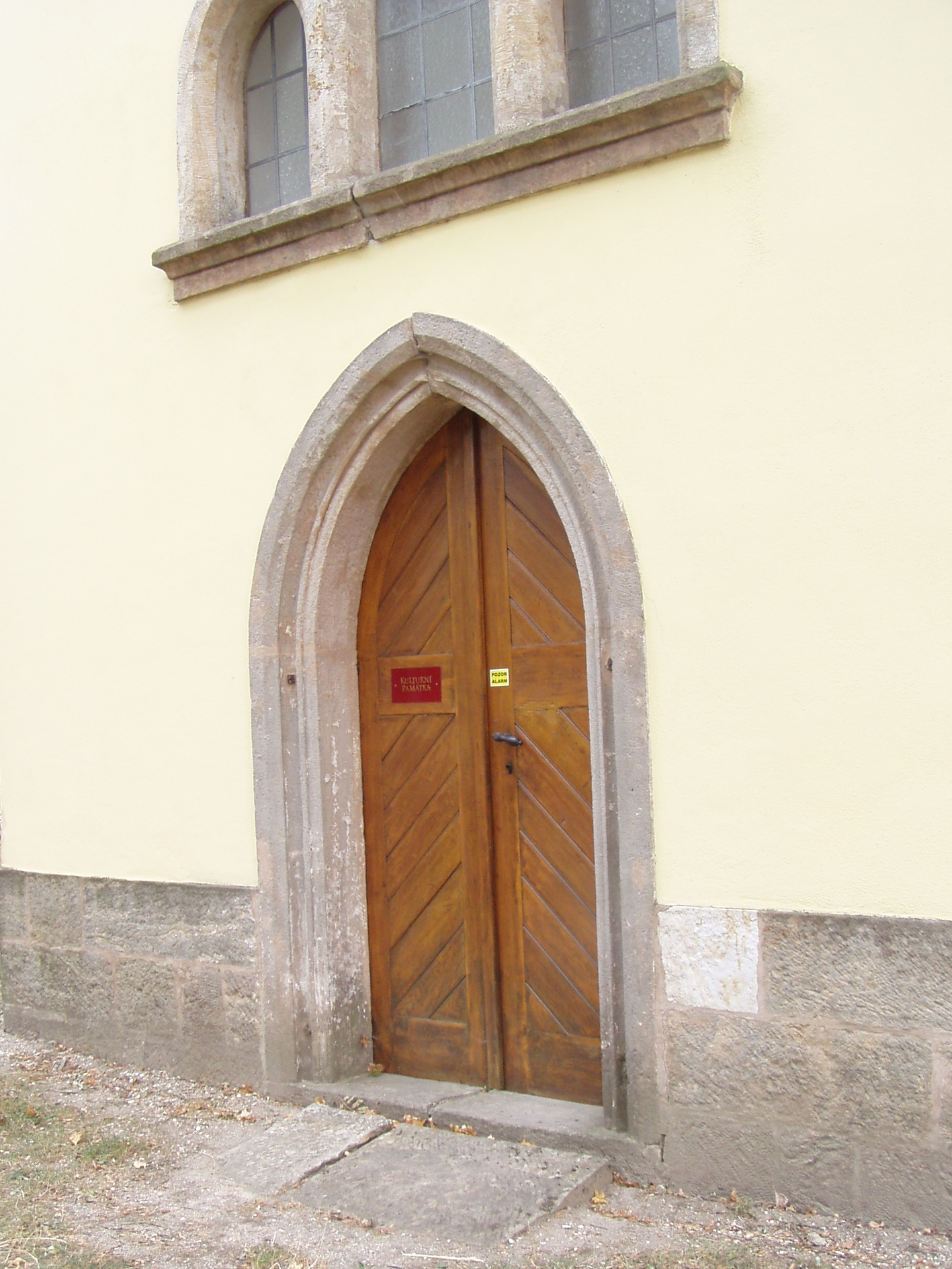
Hlavní vchod od západu
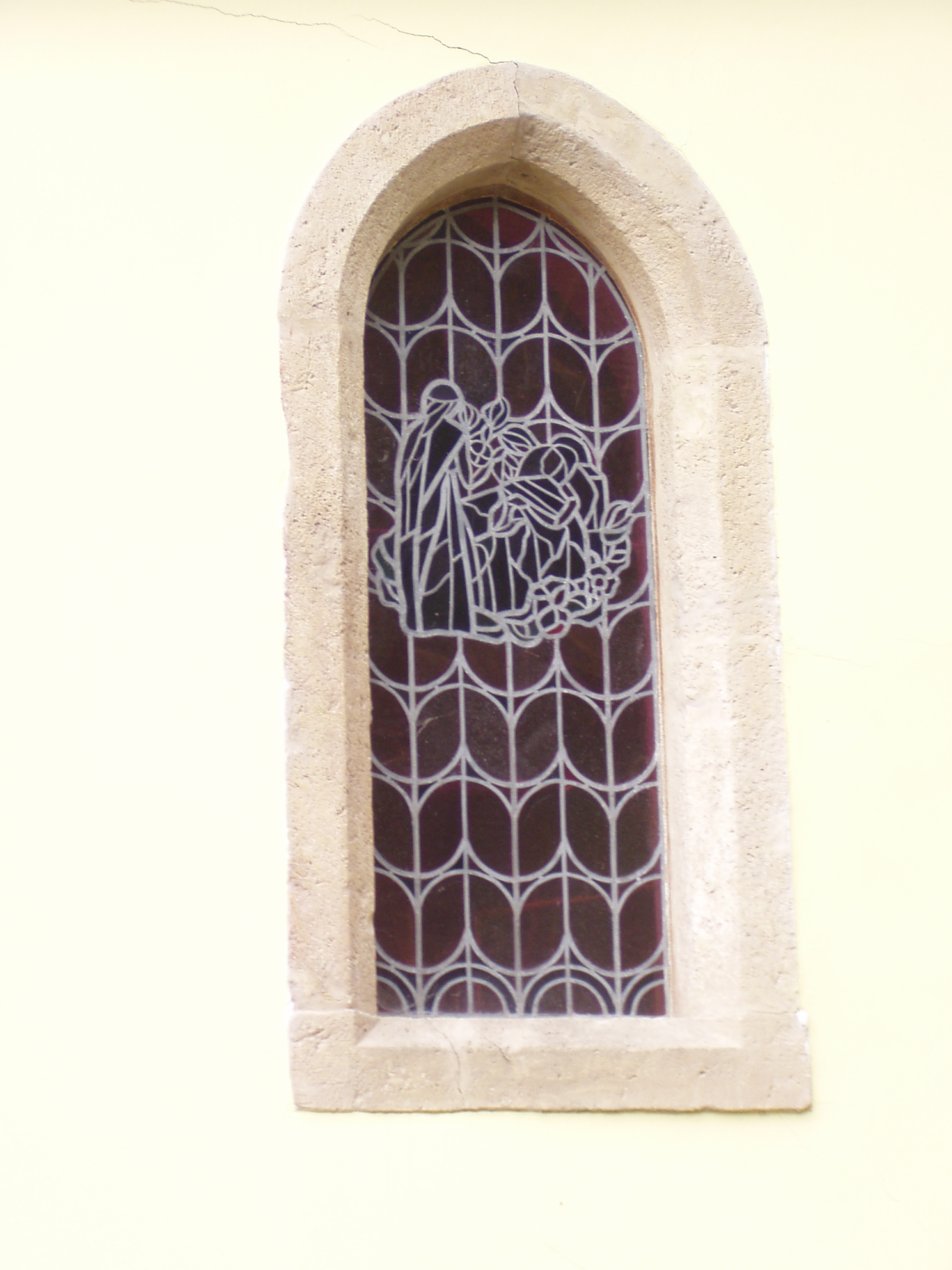
Gotické okno na severní stěně